# オオ!われらがドラゴンズ
『オオ!われらがドラゴンズ』は、1974年に発売された記念レコード。挿入歌の『ドラゴンズよありがとう』もこの項目で述べる。

## 概要
1974年、中日ドラゴンズは巨人のV10を抑えて20年ぶりのリーグ優勝を達成、それを記念して12月に発売された。シーズン中の東海ラジオの実況録音、当時監督を勤めた与那嶺要を始めとした主要選手のインタビュー等で構成されている。ナレーションは天野鎮雄。

## ドラゴンズよありがとう
オープニング及びエンディングの挿入歌。同年に燃えよドラゴンズ!で中日ファンに認知された山本正之の歌手としてのデビュー作である。作曲及び編曲も山本で、作詞は斉藤吾朗との共作（斉藤は山本と同じ愛知県立西尾高等学校の出身）。後に「続・山本正之作品大全集」に収録。
なお、この曲は山本がデビュー以前に作詞作曲した「月光仮面よもう一度」にメロディや歌詞が酷似している。これは当時山本がラジオ番組等にテープを送ったおかげで、レコード会社や音楽出版の業界に顔繋ぎができたが、曲そのものはお蔵入りになってしまったので流用したのが理由。山本が『燃えドラ』以降間を置かずに音楽活動を行えたのはこれによるもので、山本曰く「影の出世作」であった。後に「オールディーズナイト」に収録されて日の目を見た。